# اچ‌ام‌اس مارازیون (۱۹۱۹)
اچ‌ام‌اس مارازیون (۱۹۱۹) (به انگلیسی: HMS Marazion (1919)) یک کشتی بود که طول آن ۲۳۱ فوت (۷۰ متر) بود. این کشتی در سال ۱۹۱۹ ساخته شد.